# Michio Kushi

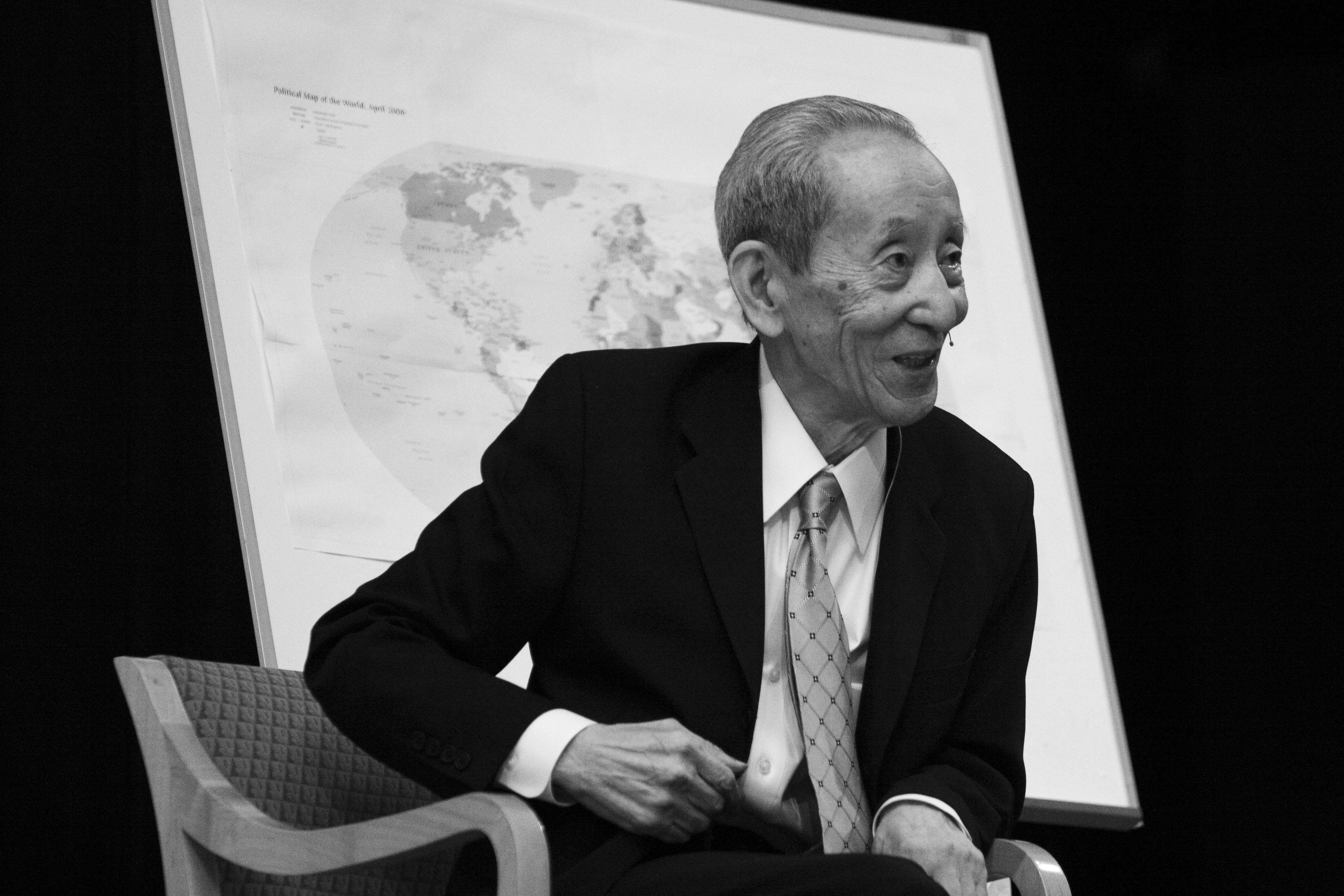
Michio Kushi (2007)

Michio Kushi (jap. 久司 道夫); (* 17. Mai 1926 in Japan; † 28. Dezember 2014 in Boston, Massachusetts) war ein japanischer Ernährungswissenschaftler, wichtiger Vertreter der Makrobiotik in den Vereinigten Staaten und Autor zahlreicher Bücher.

## Leben
Nach dem Zweiten Weltkrieg studierte Kushi mit dem Makrobiotik-Lehrer Georges Ohsawa in Japan. Er studierte Rechtswissenschaften und internationale Beziehungen an der Universität Tokio und setzte seine Studien an der Columbia University fort, nachdem er 1949 in die Vereinigten Staaten übersiedelt war.
Michio Kushi und seine Frau Aveline gründeten die Erewhon Natural Foods, das Ost-West-Journal, die Ost-West-Stiftung, die Kushi-Stiftung und die Kushi-Institute in Becket und in Europa, unter anderem in Lissabon, Zagreb und Amsterdam.
Aveline und Michio Kuchi veröffentlichten gemeinsam bzw. als Einzelautoren mehr als 70 Bücher. Nach dem Tod von Aveline im Jahr 2001 heiratete Michio Kuchi ein zweites Mal. Er lebte mit seiner zweiten Frau zuletzt in Boston, Massachusetts, wo er am 28. Dezember 2014 im Alter von 88 Jahren an den Folgen von Bauchspeicheldrüsenkrebs starb. Er hinterließ vier Söhne, vierzehn Enkel- und zwei Urenkelkinder.

## Auszeichnungen
Kushi erhielt den Award of Excellence von der Society of Writers der Vereinten Nationen. 1999 eröffnete die Smithsonian Institution eine Ausstellung und später ständige Sammlung zur Makrobiotik und alternativen Gesundheitsfürsorge im Namen von Michio and Aveline Kushi.
Für ihren Beitrag zur Ernährung, Gesundheit und Frieden in der Welt erhielten Kushi und seine Ehefrau am 14. Oktober 2000 den Courage of Conscience Award der Peace Abbey in Sherborn, Massachusetts mit der Begründung, Menschen zu sein, die ein gutes Beispiel gäben, bewusster zu leben und sich für den Weltfrieden einzusetzen.

## Werkauswahl
- Michio Kushi: Das Buch der Makrobiotik. 5. Auflage, Verlag Bruno Martin, 1984, ISBN 3-921786-17-7
- Michio Kushi: Do-In-Buch, Übungen zur körperlichen und geistigen Entwicklung. 6. Auflage, 1987, Verlag Bruno Martin, ISBN 3-921786-20-7
- Michio und Aveline Kushi: Das große Buch der makrobiotischen Ernährung und Lebensweise. ISBN 3-924724-25-3
- Michio Kushi: Die makrobiotische Hausapotheke. Nahrungsmittel in medizinischer Anwendung. Ost West Bund, 1999, ISBN 3-924724-32-6
- Aveline Kushi, Michio Kushi und Monika Seidl: Kinder- und Familiengesundheit durch Makrobiotik. Ost West Bund, 1990, ISBN 3-924724-37-7
- Aveline Kushi: Aveline Kushi's grosses Buch der makrobiotischen Küche. Ost-West-Bund, 1987, ISBN 3-930564-0-76
- Aveline Kushi: Mit Miso kochen. Pala 1986, ISBN 3-923176-27-9
- Michio Kushi: Die Dimensionen der Ehe. Mahajiva 1986, ISBN 3-924845-1-31
- Michio Kushi: AIDS makrobiotisch vorbeugen und behandeln. Mahajiva, Holthausen/ü. Münster 1997, ISBN 3-924845-3-36